# Ryder Cup 2021
Ryder Cup 2021 byl 43. ročník Ryder Cupu, týmové soutěže mužů v golfu. Původní termín byl z roku 2020 přesunut kvůli probíhající pandemii na 24. až 26. září 2021. V týmové hře na jamky proti sobě nastoupily týmy Evropy a USA. Soutěž se hrála na hřišti Whistling Straits ve městě Haven, stát Wisconsin.
Kapitánem týmu USA byl Steve Stricker, kapitánem Evropy Pádraig Harrington. 
Tým Spojených států zvítězil nad týmem Evropy 19 : 9.